# Lara Melda

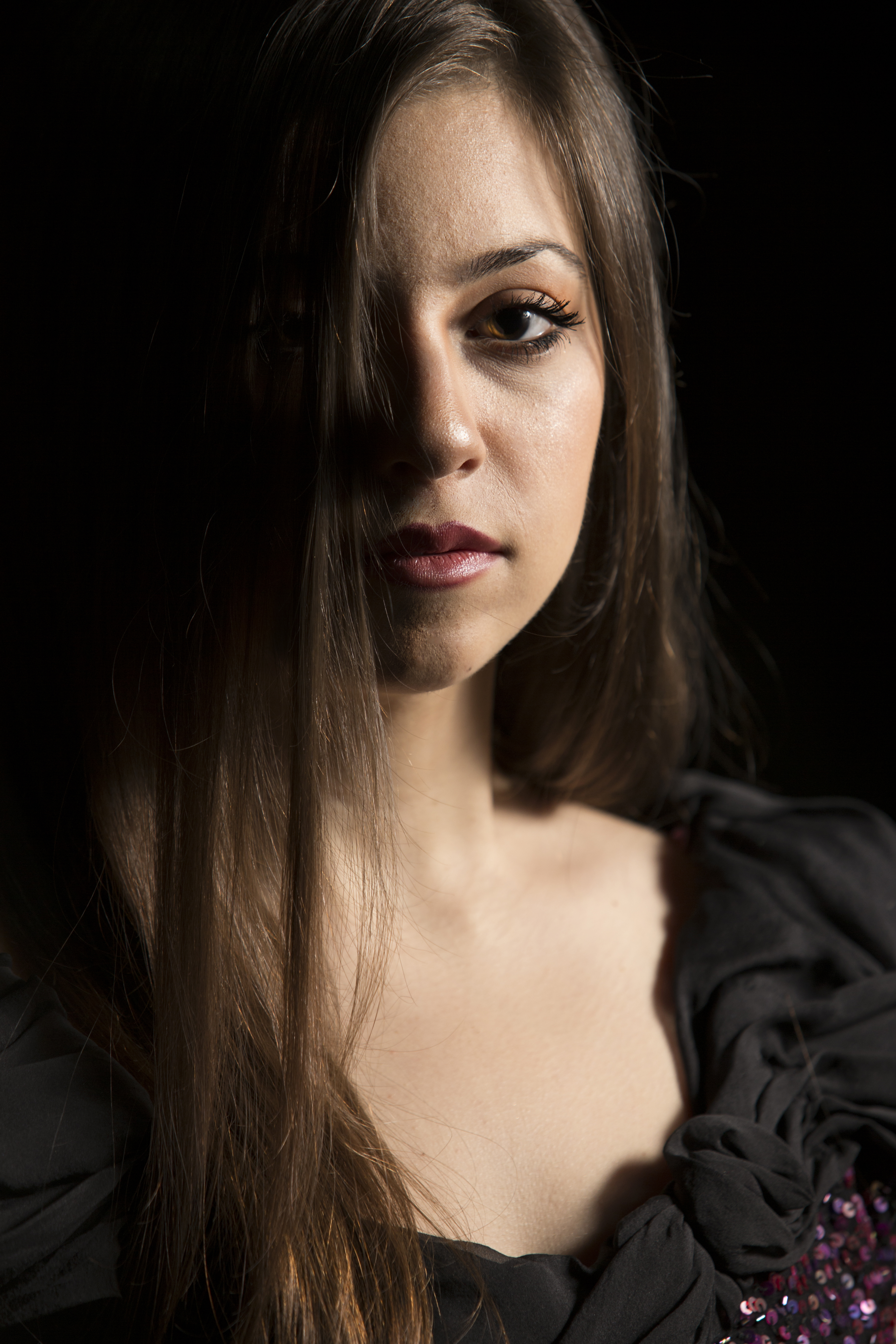
Lara Melda (2015)

Lara Melda Ömeroğlu (* 16. Dezember 1993 in London) ist eine britisch-türkische klassische Pianistin.

## Leben und Wirken
Lara Melda wurde in London als Tochter türkischer Eltern geboren. Sie begann im Alter von sechs Jahren mit dem Klavierspiel, inspiriert von ihrer Schwester Melis Ömeroğlu.
Melda begann den Klavierunterricht bei Emily Jeffrey und nahm mit 18 ihr Studium bei Ian Jones auf. Sie studierte von 2008 bis 2011 an der Purcell School for Young Musicians. Für ihren Bachelor of Music ging sie als Queen-Mother-Stipendiatin an das Royal College of Music, wo sie ihr Studium 2016 mit einem erstklassigen Ergebnis abschloss. Melda ist auch eine versierte Bratschistin und spielt Kammermusik sowohl auf dem Klavier als auch auf der Bratsche. Im Jahr 2015 war sie Stipendiatin des Imogen Cooper Music Trust.

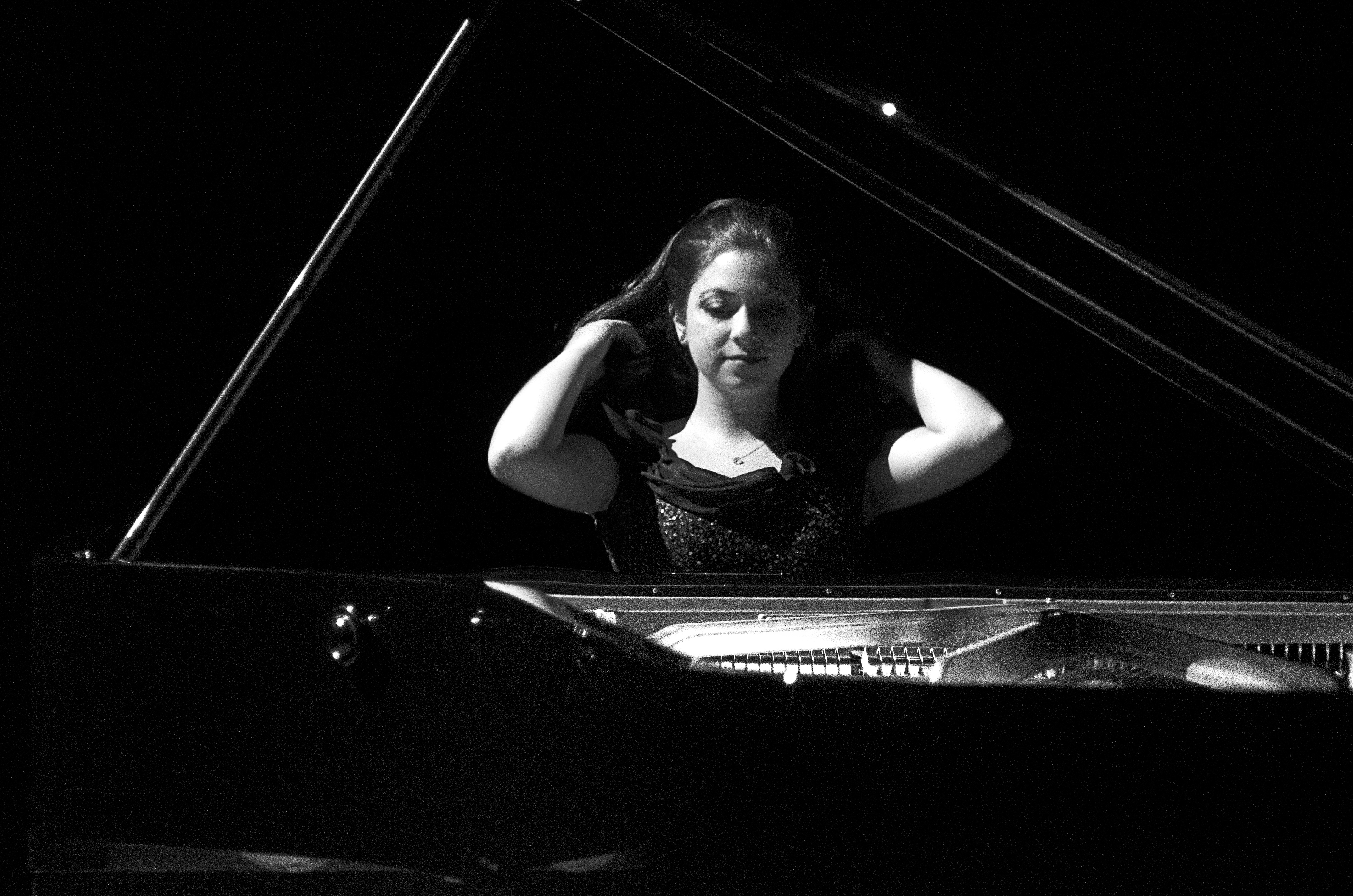
Lara Melda während des Recitals 2013 im Zorlu PSM in Istanbul

Sie gab ihr Recital-Debüt mit acht und ihr Konzert-Debüt mit zwölf Jahren mit Mozarts Klavierkonzerten Nr. 20 d-Moll KV 466 und Nr. 12 A-Dur KV 414. 2009 war sie Finalistin beim Internationalen Franz-Liszt-Klavierwettbewerb Weimar-Bayreuth. Internationale Bekanntheit erlangte sie 2010, als sie mit sechzehn in Cardiff den BBC Young Musician of the Year gewann, wobei sie in der Finalrunde Saint-Saëns’ Klavierkonzert Nr. 2 mit dem BBC National Orchestra of Wales unter Wassili Petrenko spielte. Der Wettbewerb fand durch Fernseh- und Radioübertragungen der BBC internationale Beachtung. Seitdem hat sie Mozarts Klavierkonzert Nr. 20 auch mit dem BBC National Orchestra of Wales gespielt, wie auch Beethovens Klavierkonzert Nr. 3.
Im Herbst 2013 gab Melda ihr Debüt im Barbican Centre in London mit dem Ensemble Britten Sinfonia, mit dem sie Brittens Young Apollo mit Paul Daniel spielte. Bei früheren Konzertauftritten spielte sie Werke von Rachmaninow mit der Royal Northern Sinfonia unter Kirill Karabits, von Mozart mit dem Aurora Orchestra unter Nicholas Collon (Kings Place), Grieg (Klavierkonzert) mit der English Sinfonia (St John’s, Smith Square) und Beethoven mit dem New Zealand Symphony Orchestra. Sie gab Liederabende in der Laeiszhalle in Hamburg, bei den Sommets Musicaux in Gstaad (Schweiz) sowie den Festspielen Mecklenburg-Vorpommern und tritt häufig in der Wigmore Hall in London auf.

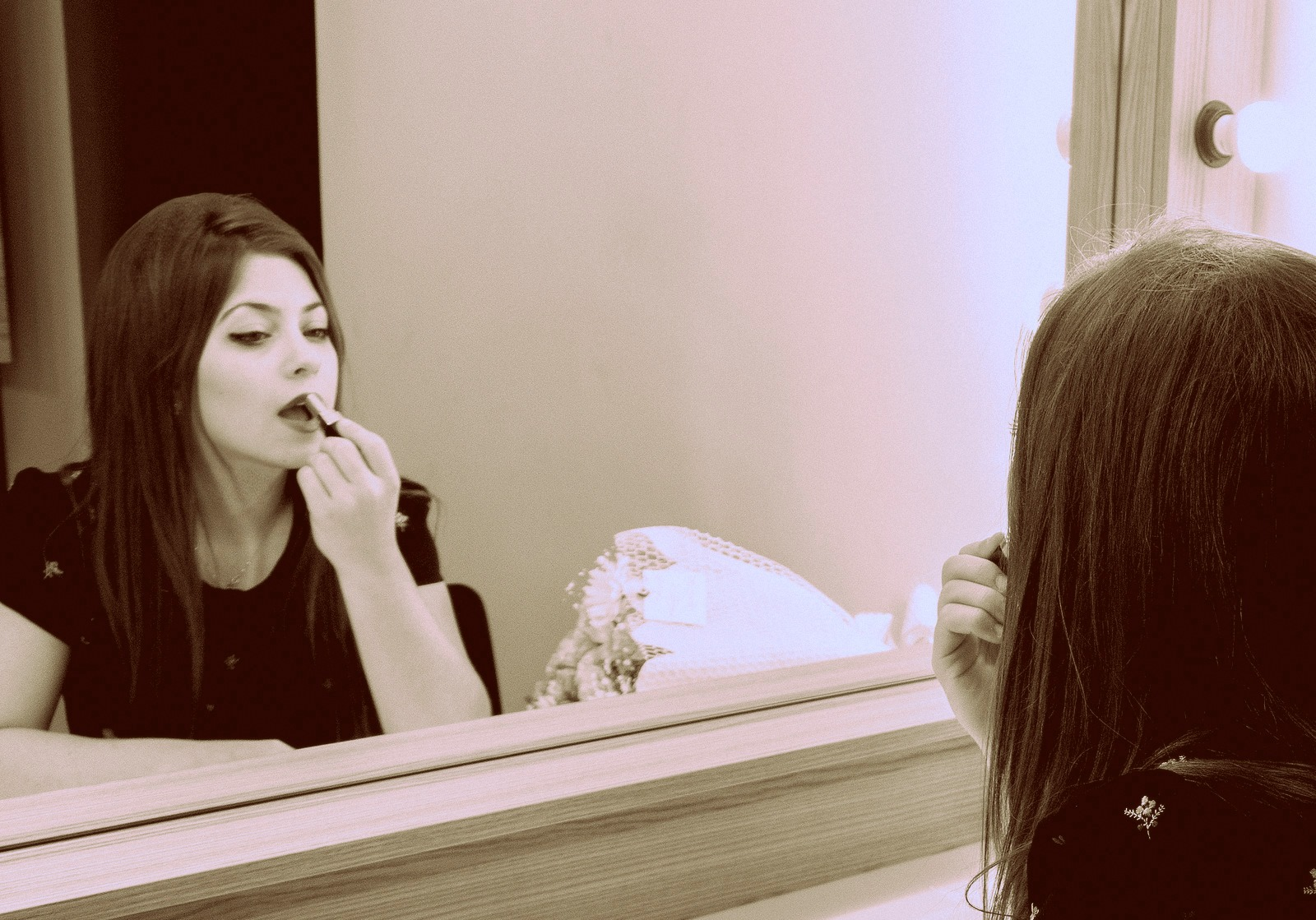
Lara Melda Backstage vor einem Recital 2013

Melda tritt regelmäßig auch in der Türkei auf, wo sie im Juni 2011 beim Internationalen Musikfestival (IKSV) in Istanbul mit dem Grieg-Klavierkonzert und dem Borusan Istanbul Philharmonic Orchestra ihr Debüt gab. Außerdem wurde sie in der Klavierreihe Istanbul Recitals präsentiert und trat beim Antalya Piano Festival und an der Bosporus-Universität auf. Am 24. März 2012 erhielt sie von der Kadir-Has-Universität in Istanbul die prestigeträchtige Auszeichnung Promising Young Artist, und 2016 wurde sie mit dem Woman of the Year Arts Award von den Elele-Avon Women Awards ausgezeichnet. In ihrer Dankesrede nahm sie den Preis im Namen der türkischen Frauen an, die das Gefühl haben, in der Öffentlichkeit ohne Stimme zu sein, und für diejenigen, die im Leben nicht die Chancen wie sie selbst erhalten haben.
Melda ist vor allem für ihre von der Kritik gelobten Chopin-Interpretationen bekannt. In einer Rezension zu Chopins 2. Sonate heißt es: „Zweifellos eine der herausragendsten Darbietungen des Stücks, die ich je gehört habe. Sie evozierte seine Sehnsucht, Energie, Einsamkeit, Lyrik, Wut und seinen Mut mit einem Spiel von verblüffender Präzision, technischer Gewandtheit und großem, einfühlsamem Gefühl.“